# Orkan na Jamajce
Orkan na Jamajce (ang. A High Wind in Jamaica) – powieść  autorstwa brytyjskiego pisarza pochodzenia walijskiego Richarda Hughesa z 1929 roku. 

## Treść
Akcja książki rozgrywa się w roku 1860. Piątka dzieci angielskiej rodziny Bas-Thorntonów osiadłej na Jamajce wraz z dwójką rodzeństwa kreolskiej rodziny Fernandezów po niszczycielskim huraganie, jaki przeszedł przez wyspę, zostaje wysłana statkiem do Wielkiej Brytanii. Statek, którym płyną, zostaje napadnięty przez piratów, a dzieci porwane...
Władysław Kopaliński we wstępie do pierwszego wydania pisał: Zestawienie niszczycielskiej niewinności dzieci z owym Cyrkiem Dojrzałych i kierujących się Doświadczeniem, z dobrodusznością anachronicznych rozbójników i zbrodniczym okrucieństwem machiny sądowej, zdaje się dowodzić, że jest to nie tylko opowieść o dzieciach pozbawionych skrzydełek wrodzonego anielstwa, ale też satyra na wartości i porządki świata dorosłych, za które wszyscy musimy ponosić odpowiedzialność.
Książka w swojej wymowie nierzadko jest traktowana jako poprzedniczka Władcy Much Williama Goldinga.

## Ekranizacja
Książka została sfilmowana w 1965 roku, tytuł filmu Orkan na Jamajce. Główne role zagrali m.in. Anthony Quinn i James Coburn.